# غوتس جورج
غوتس جورج (بالألمانية: Götz George)‏ (و. 1938 – 2016 م) هو ممثل تلفزيوني، وممثل من ألمانيا . ولد في برلين .
توفي في هامبورغ .

## جوائز
حصل على جوائز منها:
- Golden Feather (2001)
- Order of Merit of Berlin
- Order of Merit of North Rhine-Westphalia
- رومي.

## روابط خارجية
- غوتس جورج على موقع IMDb (الإنجليزية)
- غوتس جورج على موقع روتن توميتوز (الإنجليزية)
- غوتس جورج على موقع مونزينجر (الألمانية)
- غوتس جورج على موقع ألو سيني (الفرنسية)
- غوتس جورج على موقع ميوزك برينز (الإنجليزية)
- غوتس جورج على موقع أول موفي (الإنجليزية)
- غوتس جورج على موقع قاعدة بيانات الأفلام السويدية (السويدية)
- غوتس جورج على موقع إن إن دي بي (الإنجليزية)
- غوتس جورج على موقع ديسكوغز (الإنجليزية)
- غوتس جورج على موقع قاعدة بيانات الفيلم (الإنجليزية)